# Садберійська школа
Садберійська школа – це тип школи для вікової категорії від дитячого садка до дванадцятого класу, де учні несуть повну відповідальність за свою освіту, а сам заклад управляється прямою демократією, де учні та персонал мають рівні права. Студенти використовують свій час, як їм заманеться, а їхнє навчання відбувається як побічний продукт звичайного досвіду. У школах такого типу немає заздалегідь визначеної навчальної програми. Як пише один зі співзасновників садберійської моделі Деніел Ґрінберг, є дві речі, які відрізняють цей тип шкіл від инших: по-перше,  до всіх ставляться однаково — як до дорослих, так і до дітей — а по-друге усі повноваження надані згодою керованих.
Хоч кожна садберійська школа працює незалежно і визначає власну політику й порядок роботи, їх об'єднує спільна культура. Її описують такими словами, як "свобода", "довіра", "повага", "відповідальність" і "демократія".
Назва «садберійська» походить від першого закладу за такою моделлю школи Долини Садбері, заснованої в 1968 році у Фреймінґгамі, штат Массачусетс, поблизу однойменного міста Садбері. Хоч і не існує офіційного чи регламентованого визначення школи за садберійською моделлю, зараз у світі існує понад 60 шкіл, що ідентифікують себе садберійськими. Усі вони діють як незалежні заклади та жодним чином не є формально пов’язані між собою.

## Основні переконання
Садберійські школи базуються на:
1. На освітньому переконанні, що діти надзвичайно добре володіють (і тому їх не треба цього навчати) основними поведінками, що знадобляться в дорослому віці, як-от креативність, уява, пильність, допитливість, вдумливість, відповідальність та розважливість. Чого дітям бракує, так це досвіду, котрий можна отримати, якщо дорослі їх відкрито направлятимуть.
2. На соціально-політичній вірі у те, що надання демократичних прав у дитинстві є найкращим способом стати дорослим, якому комфортно функціонувати в умовах демократії.

«Основні передумови школи прості: усі люди від природи допитливі, найефективніше, довготривале і глибоке навчання відбувається лише тоді, коли його починає і продовжує учень, усі люди є творчими, якщо їм дозволено розвивати свої унікальні здібності, різний вік учнів сприяє зростанню всіх членів групи, і що свобода є важливою для розвитку особистої відповідальности». 

## Шкільна демократія
Усі аспекти управління садберійськими школами визначаються щотижневими шкільними зборами за зразком традиційних міських зборів Нової Англії. Збори ухвалюють, змінюють та скасовують шкільні правила, керують бюджетом школи, а також приймають рішення про найом та звільнення персоналу. Кожен присутній, включаючи студентів і співробітників, має однаковий голос, а більшість рішень приймається простою більшістю.
Шкільні правила, як водиться, зібрані у періодично оновлюваному збірнику законів, що утворює загальний шкільний кодекс. Зазвичай існує встановлена процедура розгляду скарг, і школи здебільшого дотримуються вказівок, що поважають ідею належної судової процедури. Часто існують правила, які вимагають розслідування, слухання, судового розгляду, вироку та дозволяють апеляцію, дотримуючись філософії, що студенти стикаються з наслідками власної поведінки.

## Навчання
Садберійську педагогічну філософію можна підсумувати так: навчання є самоініціативним і самовмотивованим, бо воно є побічним продуктом усієї людської діяльности.
Освітня модель стверджує, що існує багато способів вчитися і що навчання є процесом, який веде хтось, а не процесом, який на нього накидують инші. Відповідно до моделі, присутність і керівництво вчителя не є обов’язковими.
Вільний обмін ідеями, спілкування та взаємодія між людьми забезпечує широке знайомство з областями, які можуть виявитися актуальними та цікавими для студентів. У школі немає вікових обмежень, тому молодші учні мають нагоду вчитися у старших, а ті у молодших; присутність старших студентів також створює для молодших приклад для наслідування. У садберійських школах гра настільки поширена, що ті, хто вперше їх відвідували, неодноразово спостерігали, що учні постійно перебувають на дозвіллі.

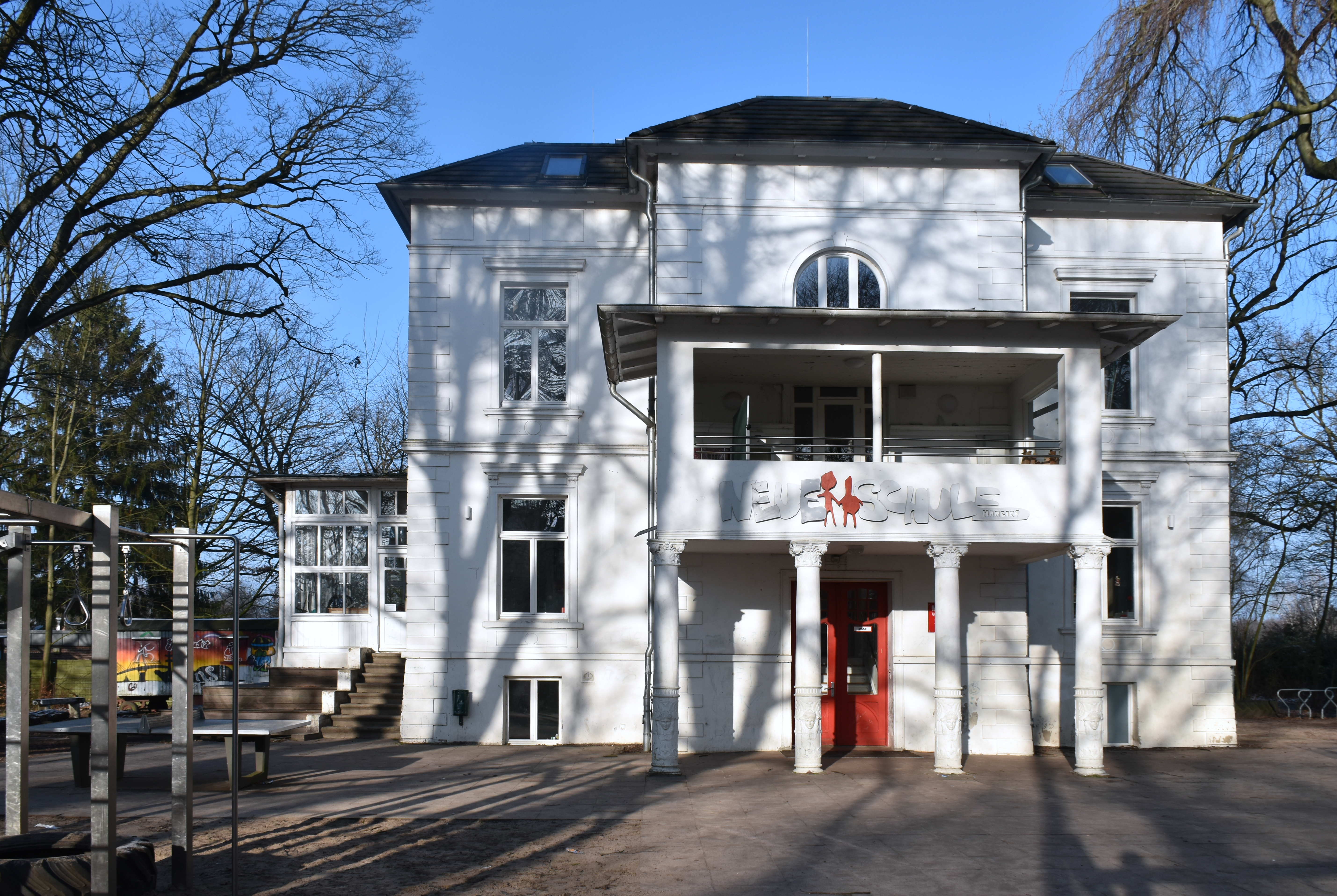
Садберійська школа "Neue Schule Hamburg" у Гамбурзі, Німеччина
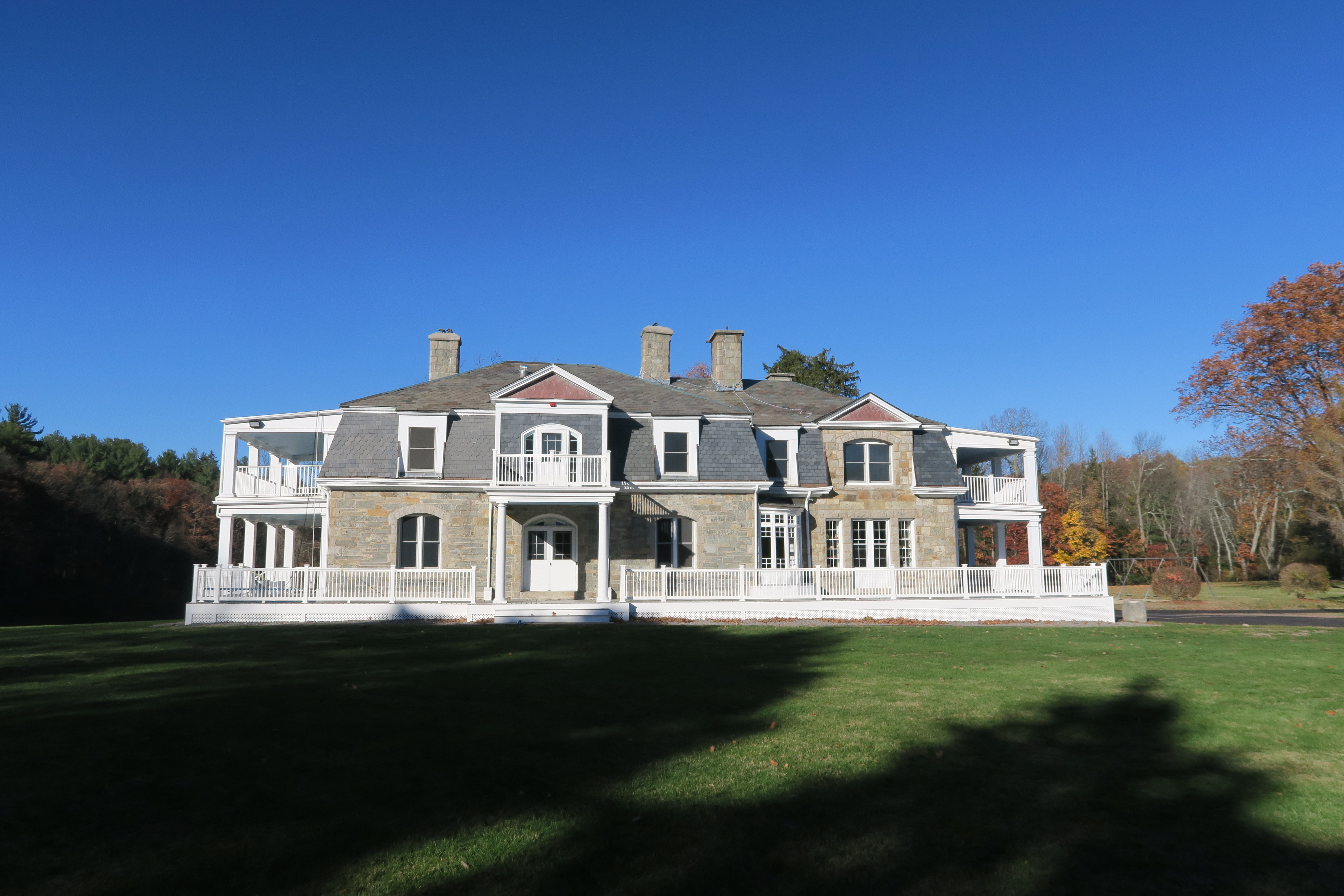
Перша садберійська школа "Sudbury Valley School" у Фремінгемі, Масачуссетс, США.

Явно та неявно студентам покладено відповідальність за їхню власну освіту: єдина особа, яка вирішує те, що учень вивчатиме, це сам учень. Винятки становлять ті випадки, коли студент просить організувати урок або сам же впоряджує учнівство. Садберійські школи не порівнюють і не класифікують учнів: вони їх не оцінюють і відповідно не видають їм атестатів з оцінками.
Читання розглядається так само як і будь-який инший предмет: учні вчаться читати, коли захочуть, чи просто через свій досвід. 
«Лише кілька дітей взагалі потребують допомоги, коли вирішують навчитися читати. Кожна дитина, схоже, має свій спосіб. Дехто вчиться, коли їм читають, запам’ятовують історії, а потім, зрештою, їх і читають. Деякі вчаться з коробок з-під пластівців, инші з інструкцій до гри, треті з вуличних знаків; одні вчать букви зі звуків, инші склади, треті цілі слова. Чесно кажучи, ми рідко знаємо як вони це роблять, бо вони нам рідко про це розповідають». 
Школа Долини Садбері стверджує, що всі їхні учні навчилися читати. Хоч вони й навчаються читати в різному віці, здається, немає жодних недоліків у читанні пізніше. Жоден, хто зустрічається зі своїми старшими учнями, не може здогадатися, у якому віці вони вперше навчилися читати. 

## Порівняння з подібними моделями
Модель дещо відрізняється від инших типів демократичних і вільних шкіл, утім є багато подібних речей:
- Зняття уваги з уроків: у садберійських школах немає навчального плану чи набору обов’язкових курсів, натомість зацікавленість учня керує ним у тому, що він хоче вивчати[1]. Немає і класних кабінетів — лише кімнати, де люди збираються[16].
- Вікове змішування: учні не поділяються на будь-які вікові групи, їм дозволяється вільно змішуватися, спілкуючись з молодшими та старшими за себе людьми; вільне змішування за віком підкреслюється як потужний інструмент для навчання та розвитку в будь-якому віці[17].
- Автономна демократія: батьки обмежено або взагалі не беруть участи в управлінні школою; садберійськими школами керують демократичні шкільні збори, де учні та персонал мають однаковий голос. На відміну від більшости инших шкіл, такі збори є єдиним органом щодо найму та звільнення персоналу[18].